# Kratkorepa žabousta
Kratkorepa žabousta (lat., Batrachostomus poliolophus) je ptičja vrsta roda Batrachostomus. Endem je Indonezije i Malezije. Staništa su joj tropske i suptropske šume te montane i mješovite borove šume na nadmorskoj visini 660 – 1400 m. Moguće je da nestane staništa ovoj vrsti. Batrachostomus poliolophus se uglavnom hrani kukcima.